# Souvigné-sur-Sarthe
Souvigné-sur-Sarthe település Franciaországban, Sarthe megyében. Lakosainak száma 606 fő (2022. január 1.). Souvigné-sur-Sarthe Saint-Brice, Bouère, Saint-Denis-d’Anjou és Sablé-sur-Sarthe községekkel határos.

## Népesség
A település népessége az elmúlt években az alábbi módon változott:
| Lakosok száma | 620  | 627  | 641  | 629  | 625  | 626  | 619  | 613  | 606  |
|               | 2013 | 2015 | 2016 | 2017 | 2018 | 2019 | 2020 | 2021 | 2022 |